# Rückrechnung
Unter einer Rückrechnung ist eine Rechnung zu verstehen, die nachträgliche Datenänderungen in einer neuen Abrechnung berücksichtigt. 

## Allgemeines
Eine Rückrechnung kommt in vielen Fachgebieten vor. Gemeinsam ist ihnen, dass bereits eine Rechnung oder Abrechnung stattgefunden hat, auf die sich jedoch spätere Datenänderungen durch ihre Rückwirkung auswirken. Die früheren Rechnungen oder Abrechnungen sind jedoch „in der Welt“, so dass eine korrigierende Rückrechnung vorzunehmen ist. Die Rückrechnung dient der Korrektur von bereits abgeschlossenen Perioden.
Mit einer Rückrechnung kann auch versucht werden, aus aktuellen Daten Rückschlüsse auf eine frühere, noch unbekannte Datenlage zu ziehen. Dies ist insbesondere im Strafrecht und in der Geschichtsforschung der Fall. Bei letzterer konnte in der Ägyptologie die Zeit nur durch Rückrechnung mit der Annahme 20-jähriger Regierungsdauer und 30-jähriger Generationsdauer bestimmt werden. Heute wird diese Rückrechnung unter anderem mit der Radiokarbonmethode vorgenommen.

## Arbeitsentgelt
Bei Arbeitsentgelten dient die Entgeltabrechnung als eine Korrektur, insbesondere wenn Lohn- oder Gehaltstarife rückwirkend erhöht werden. Die nächstfolgende Entgeltabrechnung nimmt dann für die rückwirkenden Entgelte eine Rückrechnung vor und addiert sie zu den laufenden Bezügen. Die Rückrechnung führt hier zur Nachzahlung.

## Betriebswirtschaftslehre
Die „besondere Inventur“ findet an einem Tag innerhalb der letzten drei Monate vor oder der ersten zwei Monate nach dem Bilanzstichtag statt. Dabei ist gemäß § 241 Abs. 3 HGB eine Fortschreibung oder Rückrechnung des Lagerbestands auf den Bilanzstichtag erlaubt.
Die retrograde Bewertung ist ein Bewertungsverfahren im Rechnungswesen, mit dem sich die Anschaffungskosten durch Rückrechnung aus dem Verkaufspreis errechnen lassen.

## Speditionswesen
Die Rückrechnung ist im Sammelgutverkehr eine Abrechnungsmethode für Umschlags- und Zustellungsleistungen des Empfangsspediteurs im Auftrag des Versandspediteurs.

## Statistik
Die Rückrechnung setzt in der Wirtschaftsstatistik die inhaltlich-methodische Bearbeitung vorliegender statistischer Daten voraus mit dem Ziel, statistische Ergebnisse zu liefern, die die Realität früherer Wirtschaftsstrukturen möglichst genau wiedergeben.

## Strafrecht
Das Strafrecht kennt die Rückrechnung bei Tätern, die eine Straftat nach einem Alkoholkonsum begehen. Wird ein alkoholisierter Täter noch am Tatort gefasst, ist nach der Blutentnahme die Blutalkoholkonzentration (BAK) durch Umrechnung zu ermitteln. Wird der Täter erst kurz danach gefasst, so ist für seine Schuldfähigkeit eine Rückrechnung der BAK auf die Tatzeit geboten. Für die Rückrechnung zur Schuldfähigkeitsfrage anhand einer Blutentnahme gilt ein Abbauwert von 0,2 ‰ pro Stunde zuzüglich 0,2 ‰ einmaliger Sicherheitszuschlag, wobei die ersten beiden Stunden in die Rückrechnung einzubeziehen sind.
Bei Trunkenheit im Verkehr ist gemäß § 316 StGB die BAK durch Rückrechnung zu ermitteln. Da mit der Resorptionsphase der Körper mit dem Alkoholabbau beginnt, muss in Fällen, in denen die Blutprobe nicht unmittelbar nach der Tat entnommen wurde, eine Rückrechnung auf die Tatzeit vorgenommen werden. Ist ein möglichst niederer Tatzeitwert für den Beschuldigten günstig, kann nur mit einem Wert von 0,1 ‰ pro Stunde zurück gerechnet werden.